# Coupe du monde de cyclisme sur piste 1996
Navigation
Coupe du monde 1995 Coupe du monde 1997
La Coupe du monde de cyclisme sur piste 1996 est une compétition de cyclisme sur piste organisée par l'Union cycliste internationale. Cette quatrième édition se composait de 5 manches.

## Hommes

### Kilomètre
| Date          | Lieu          | Vainqueur          | 2e                    | 3e                  |
| ------------- | ------------- | ------------------ | --------------------- | ------------------- |
| 10 avril 1996 | Cali          | José Manuel Moreno | Graham Sharman        | Dimitrios Georgalis |
| 15 avril 1996 | La Havane     | Graham Sharman     | Hervé Robert Thuet    | Josep Escudero      |
| mai 1996      | Athènes       | Sören Lausberg     |                       |                     |
| mai 1996      | Busto Garolfo |                    |                       |                     |
| juin 1996     | Cottbus       | Ainārs Ķiksis      | José Antonio Escuredo | Michael Scheurer    |

### Keirin
| Date          | Lieu          | Vainqueur       | 2e           | 3e             |
| ------------- | ------------- | --------------- | ------------ | -------------- |
| 10 avril 1996 | Cali          | Marty Nothstein | Laurent Gané | Federico Paris |
| 15 avril 1996 | La Havane     | Marty Nothstein |              |                |
| mai 1996      | Athènes       |                 |              |                |
| mai 1996      | Busto Garolfo | Marty Nothstein |              |                |
| juin 1996     | Cottbus       |                 |              |                |

### Vitesse individuelle
| Date          | Lieu          | Vainqueur       | 2e               | 3e              |
| ------------- | ------------- | --------------- | ---------------- | --------------- |
| 10 avril 1996 | Cali          | Marty Nothstein | Anthony Peden    | Sean Eadie      |
| 15 avril 1996 | La Havane     | Marty Nothstein |                  |                 |
| mai 1996      | Athènes       | Curt Harnett    | Eyk Pokorny      | Pavel Buráň     |
| mai 1996      | Busto Garolfo | Curt Harnett    | Gary Neiwand     | Roberto Chiappa |
| juin 1996     | Cottbus       | Bill Clay       | Viesturs Berzins |                 |

### Vitesse par équipes
| Date          | Lieu          | Vainqueur | 2e    | 3e                                                                |
| ------------- | ------------- | --------- | ----- | ----------------------------------------------------------------- |
| 10 avril 1996 | Cali          | Italie    | Grèce | Russie                                                            |
| 15 avril 1996 | La Havane     |           |       |                                                                   |
| mai 1996      | Athènes       |           |       | Grèce Dimitris Georgalis Georgios Chimonetos Lampros Vasilopoulos |
| mai 1996      | Busto Garolfo |           |       |                                                                   |
| juin 1996     | Cottbus       |           |       |                                                                   |

### Poursuite individuelle
| Date          | Lieu          | Vainqueur            | 2e              | 3e                    |
| ------------- | ------------- | -------------------- | --------------- | --------------------- |
| 10 avril 1996 | Cali          | Juan Martínez Oliver | Jérôme Neuville | Walter Fernando Pérez |
| 15 avril 1996 | La Havane     | Juan Martínez Oliver | Graham Obree    |                       |
| mai 1996      | Athènes       | Heiko Szonn          |                 |                       |
| mai 1996      | Busto Garolfo |                      |                 |                       |
| juin 1996     | Cottbus       | Andrea Collinelli    | Jens Lehmann    | Edouard Gritsoun      |

### Poursuite par équipes
| Date          | Lieu          | Vainqueur                                                                  | 2e                                                                   | 3e                                                                   |
| ------------- | ------------- | -------------------------------------------------------------------------- | -------------------------------------------------------------------- | -------------------------------------------------------------------- |
| 10 avril 1996 | Cali          | Espagne Joan Llaneras Adolfo Alperi Juan Martínez Oliver Bernando Gonzalez | Argentine Walter Pérez Edgardo Simón Gonzalo García Gabriel Curuchet | Colombie John Freddy García Yiovani López Víctor Herrer Marlon Pérez |
| 15 avril 1996 | La Havane     | Espagne                                                                    | Argentine                                                            | États-Unis                                                           |
| mai 1996      | Athènes       | Allemagne                                                                  |                                                                      |                                                                      |
| mai 1996      | Italie        | Royaume-Uni Chris Newton Shaun Wallace Matt Illingworth Bryan Steel        |                                                                      |                                                                      |
| mai 1996      | Busto Garolfo | Russie                                                                     | Espagne                                                              | France                                                               |
| juin 1996     | Cottbus       | Italie                                                                     | Allemagne                                                            | Royaume-Uni Chris Newton Rob Hayles Matt Illingworth Bryan Steel     |

### Course aux points
| Date          | Lieu          | Vainqueur     | 2e                | 3e               |
| ------------- | ------------- | ------------- | ----------------- | ---------------- |
| 10 avril 1996 | Cali          | Joan Llaneras | Juan Curuchet     | Marlon Pérez     |
| 15 avril 1996 | La Havane     |               | Wolfgang Kotzmann |                  |
| mai 1996      | Athènes       | Joan Llaneras | Bruno Risi        | Andreas Beikirch |
| mai 1996      | Busto Garolfo |               |                   |                  |
| juin 1996     | Cottbus       | Bruno Risi    | Joan Llaneras     | Marco Villa      |

### Américaine
| Date          | Lieu          | Vainqueur                                | 2e                                          | 3e                                           |
| ------------- | ------------- | ---------------------------------------- | ------------------------------------------- | -------------------------------------------- |
| 10 avril 1996 | Cali          | Argentine Juan Curuchet Gabriel Curuchet | Suisse Hermann Gretener Alexander Aeschbach | Pays-Bas Dirk Jan van Hameren Cornelius Post |
| 15 avril 1996 | La Havane     | Argentine Juan Curuchet Gabriel Curuchet |                                             |                                              |
| mai 1996      | Athènes       |                                          |                                             |                                              |
| mai 1996      | Busto Garolfo |                                          |                                             |                                              |
| juin 1996     | Cottbus       | Pays-Bas Peter Pieters Cornelius Post    | Allemagne Steffen Blochwitz Carsten Wolf    | Australie Scott McGrory Matthew Allen        |

## Femmes

### 500 mètres
| Date          | Lieu          | Vainqueur          | 2e              | 3e              |
| ------------- | ------------- | ------------------ | --------------- | --------------- |
| 10 avril 1996 | Cali          | Antonella Bellutti | Oksana Grichina | Daniela Larreal |
| 15 avril 1996 | La Havane     | Olga Slioussareva  |                 |                 |
| mai 1996      | Athènes       | Félicia Ballanger  | Oksana Grichina | Annett Neumann  |
| mai 1996      | Busto Garolfo |                    |                 |                 |
| juin 1996     | Cottbus       | Félicia Ballanger  | Oksana Grichina | Kathrin Freitag |

### Vitesse individuelle
| Date          | Lieu          | Vainqueur         | 2e              | 3e                |
| ------------- | ------------- | ----------------- | --------------- | ----------------- |
| 10 avril 1996 | Cali          | Oksana Grichina   | Daniela Larreal | Galina Enioukhina |
| 15 avril 1996 | La Havane     | Olga Slioussareva |                 |                   |
| mai 1996      | Athènes       | Félicia Ballanger | Oksana Grichina | Annett Neumann    |
| mai 1996      | Busto Garolfo | Félicia Ballanger | Michelle Ferris | Oksana Grichina   |
| juin 1996     | Cottbus       | Félicia Ballanger | Oksana Grichina | Kathrin Freitag   |

### Poursuite individuelle
| Date          | Lieu          | Vainqueur          | 2e                 | 3e                 |
| ------------- | ------------- | ------------------ | ------------------ | ------------------ |
| 10 avril 1996 | Cali          | Antonella Bellutti | Yoanka González    | Rasa Mažeikytė     |
| 15 avril 1996 | La Havane     |                    |                    |                    |
| mai 1996      | Athènes       | Antonella Bellutti | Judith Arndt       | Yvonne McGregor    |
| mai 1996      | Busto Garolfo | Marion Clignet     | Antonella Bellutti | Lucy Tyler-Sharman |
| juin 1996     | Cottbus       | Janie Eickhoff     | Rasa Mažeikytė     | Yoanka González    |

### Course aux points
| Date          | Lieu          | Vainqueur             | 2e               | 3e                    |
| ------------- | ------------- | --------------------- | ---------------- | --------------------- |
| 10 avril 1996 | Cali          | Belem Guerrero        | Jessica Grieco   | Daniela Larreal       |
| 15 avril 1996 | La Havane     |                       |                  |                       |
| mai 1996      | Athènes       | Nathalie Even-Lancien | Zulfiya Zabirova | Maureen Kaila Vergara |
| mai 1996      | Busto Garolfo |                       |                  |                       |
| juin 1996     | Cottbus       | Nathalie Even-Lancien | Janie Eickhoff   | Rita Razmaitė         |